# Red Bryant
Joseph Anthony Bryant, detto Red (Jasper, 18 aprile 1984), è un ex giocatore di football americano statunitense che ha militato nel ruolo di defensive end nella National Football League (NFL). Al college giocò a football a Texas A&M.

## Carriera

### Seattle Seahawks
Bryant fu scelto dai Seattle Seahawks nel quarto giro del draft NFL 2008. Tim Ruskell, presidente dei Seahawks, commentò: "Siamo molto felici di prendere Red Bryant. Riempie un ruolo in cui avevamo bisogno. Questo è un grosso uomo che può lavorare nel mezzo. Coach (Mike) Holmgren ha sempre cercato quel tipo di ragazzo e penso che l'abbiamo trovato con Red." Il 18 luglio firmò il contratto con la squadra.
Alla fine del luglio 2008, Bryant si infortunò alla cartilagine del ginocchio sinistro durante uno dei training camp dei Seahawks che lo costrinse a subire un'operazione chirurgica ma riuscì a recuperare per giocare nella settimana 1.
Bryant si slogò la caviglia nella gara del 2 novembre 2008 contro i Philadelphia Eagles.
Nella sua stagione da rookie mise a segno 8 tackle totali e fu inattivo per 12 giornate. Nella stagione 2009, Bryant mise a segno altri 8 tackle rimanendo inattivo per 10 partite. Dopo la fine dell'annata, Red fu spostato nel ruolo di defensive dal nuovo capo-allenatore Pete Carroll. Nella stagione 2010 si infortunò nella settimana 8 contro Oakland Raiders nel primo tempo della partita. Dopo la gara fu inserito in lista infortunati per il resto della stagione.
Nella stagione 2011, dopo essere riuscito finalmente a giocare tutte le gare della stagione (tutte da titolare), bloccò 4 calci avversari, superando il record stagionale della franchigia. Nella settimana 15 contro i Chicago Bears mise a segno un intercetto ritornandolo in un touchdown dopo un tentativo di Caleb Hanie dei Bears di liberarsi del pallone poiché sotto pressione. Prima dell'ultima gara casalinga stagionale dei Seahawks contro i San Francisco 49ers sabato 24 dicembre, Bryant fu insignito dello Steve Largent Award. Tale premio è assegnato annualmente dai Seahawks al giocatore della squadra che ha incarnato meglio lo spirito, la dedizione e l'integrità dell'ex wide receiver dei Seahawks Steve Largent.
Il 13 marzo 2012 i Seahawks rifirmarono Bryant con un contratto quinquennale del valore di 35 milioni di dollari, di cui 14,5 garantiti. La sua stagione 2012 si concluse giocando come titolare tutte le 16 partite mettendo a segno 29 tackle
Nella stagione 2013 Bryant disputò 15 partite, tutte come titolare nella stagione regolare, con 30 tackle e 1,5 sack. I Seahawks terminarono con il miglior record della NFC, 13-3, e nei playoff batterono Saints e 49ers. Il 2 febbraio 2014 vinse il Super Bowl XLVIII quando i Seahawks batterono i Denver Broncos per 43-8.
Il 28 febbraio 2014 Bryant, uno dei leader difensivi della squadra, fu svincolato dai Seahawks.

### Jacksonville Jaguars
L'8 marzo 2014, Bryant firmò coi Jacksonville Jaguars un contratto quadriennale. Nell'unica stagione in Florida giocò come titolare tutte le 16 partite, con 23 tackle e un sack. Fu svincolato il 12 marzo 2015.

### Arizona Cardinals
Dopo avere passato l'agosto 2015 con i Buffalo Bills, Bryant il 26 novembre 2015 firmò con gli Arizona Cardinals con cui quell'anno disputò sei partite. Fu svincolato il 3 settembre 2016, chiudendo la carriera.

## Palmarès

### Franchigia
- Super Bowl : 1

Seattle Seahawks: Super Bowl XLVIII
- National Football Conference Championship: 1

Seattle Seahawks: 2013

### Individuale
- Steve Largent Award - 2011